# 秘魯矛麗魚
秘魯矛麗魚，為輻鰭魚綱鱸形目隆頭魚亞目慈鯛科的其中一種，分布於南美洲秘魯及巴西西部的亞馬遜河流域，體長可達14.8公分，棲息在河川底中層水域，生活習性不明。

## 擴展閱讀
維基物種上的相關：秘魯矛麗魚